# Középkoreai nyelv
A középkoreai nyelv a 10. és a 16. század között, a Korjo-dinasztiától a Csoszon-dinasztiáig létezett.
Mivel a Korjo-dinasztia az ország fővárosát áthelyezte a Koreai-félsziget északi részén fekvő Keszongba, ekkorra megváltoztak a nyelvi szokványok.
A középkoreai nyelvet érintő tanulmányok egyik legfőbb forrása a Kjerim ljusza 계림류사 雞林類事, egy koreai szótár több száz bejegyzése. Itt a kiejtést kínai írásjegyekkel jelölték. Azonban minden ezt tanulmányozó tudósnak tisztában kell lennie azzal, hogy a kínai csak bizonyos határok között képes visszaadni más nyelvek kiejtését.